# Древна села северне Сирије
Древна села северне Сирије су група од 40 села (од укупно око 700) груписаних у осам паркова смештених у северозападној Сирији, југозападно од Алепа, и пружају изванредно сведочанство о сеоском животу у касној антици и током византијског периода. 
Напуштена у периоду од 8. до 10. века, села која датирају од 1. до 7. века (као што су: Серјила, Ал-Бара, Теланисос, итд.), позната и као Мртви градови Сирије , изузетно су добро очувана. Пејзажни и архитектонски остаци стамбених зграда, паганских храмова, цркава (као што је црква Св. Симеона Столпника 475. године у мртвом граду Теланису ), цистерни, терми и др. Реликтни културни пејзаж ових села је и важна илустрација преласка из античког паганског света Римског царства у византијско хришћанство. Поједина имања илуструју хидрауличке технике, одбрамбене зидове и планирање римских пољопривредних парцела као сведочанство о мајсторству локалног становништва у пољопривредној производњи.
Напуштено, а данас пусто, подручје мртвих градова некада је обиловало великим бројем просперитетних људи јер је богато маслиницима и било је залеђе великог хришћанског центра, града Антиохије. Градовима и селима недостаје план мреже древних градова, а уместо тога изгледа да су се ова насеља спонтано развила.
После исламског освајања византијског света, политички и демографски центар се из Антиохије сели у Дамаск и овај регион, који је зависио од Антиохије, почиње да опада. Његови становници су се одселили, остављајући за собом дух градова. У одсуству провала или природних катастрофа, ови градови и села су током векова остали изузетно добро очувани. Због тога су од 2011. године уписани на Унескову листу светске баштине у Азији . Међутим, због рата, Унеско је 20. јуна 2013. године одлучио да свих шест места светске баштине у Сирији стави на листу угрожених места светске баштине .
- Bazilika u Qalb Lozeu
- Piramidalni mauzolej u Al-Bari
- Ruševine Serjille
- Deir Seman